# Armaniinae
Armaniidae a fost un nume dat anterior unui grup de furnici dispărute-ca himenopterane cunoscute dintr-o serie de fosile Cretacice găsite în Asia și Africa. S-a sugerat de mai mulți autori despre Armaniidae ca făcând parte din familia Formicidae ca fiind una dintre subfamiliile stem-group, Armaniinae; cu toate acestea, această poziție nu a fost ocupată de mirmecologi. Familia conținea șapte genuri descrise și treisprezece specii descrise. O analiză a furnicilor fosile bazată pe structura antenei în 2017 a dus la separarea a trei dintre familii cu unele genuri mutate în Sphecomyrminae și alte genuri fiind retrogradate la incertae sedis în Formicidae sau Aculeata.

## Istorie și clasificare
Armaniidae a fost uneori tratată ca fiind cea mai bazal din subfamiliile Formicidae și clasificată ca un grup stem care este mai îndepărtat în raport cu furnicile moderne decât următorul grup stem, Sphecomyrminae. Mai des grupul, tratat ca „viespi asemănătoare furnicilor”, a fost ridicat la rangul de familie, și considerat ca un posibil grup soră la Formicidae. Engel și Grimaldi au sugerat că grupul poate fi parafiletic. Această poziție este în contrast cu ipoteza inițială a paleoentomologului rus Gennady Dlussky, care a descris prima dată familia. Dlussky a considerat că grupul, atunci când a fost ridicat în 1983, a fost o familie intermediară care a făcut legătura între familii Scoliidae și adevăratele formicide. Spre deosebire atât de tratament ca familie separată, cât și de subfamilie distinctă, entomologul E. O. Wilson, într-o lucrare din 1987, a sugerat că armaniidele și Sphecomyrma reprezentau o singură specie. Wilson, în sinonimizarea grupurilor, a făcut ipoteza că diferitele genuri descrise erau de fapt fosile ale unor castele diferite din aceeași specie, Sphecomyrma freyi fiind muncitori, Armania robusta fiind regine, iar  Paleomirmex" zherichini ca masculi înaripați. Acest punct de vedere a fost respins așa că noi fosile și specii au fost descrise.
Grupul este cunoscut exclusiv dintr-o fosilă de impresie care are o calitate limitată a conservării, ceea ce duce la incertitudinea a ceea ce caracteristici sunt prezente în speciile descrise.  În general, armaniidele au un petiol care este atașat în linii mari la torace, peisaje scurte pe antene și femele asemănătoare reginei. Mandibulele sunt ca la vespide, cu, eventual, doar unul sau doi dinți, deși acest lucru poate fi un artefact de conservare. Peisajul scurt este o caracteristică care este, de asemenea, văzut la membrii Sphecomyrminae, și nu exclude armaniidele din Formicidae. În mod similar, petiola este o caracteristică care se vede atât la adevăratele formecide, cât și la familia de viespi dispărută crysidoidFalsiformicidae, care nu este legată deloc de formicide.
Cele două caracteristici definitorii ale formelor adevărate sunt considerate a fi prezența femelelor care sunt împărțite în lucrători adulți și regine. În prezent, nici un lucrător ca specimene armaniide sunt cunoscute pentru speciile descrise. Prezența glandei metapleurale în unele fosile a fost raportată de Dlussky, dar veridicitatea prezenței este incertă.
O analiză a grupurilor de furnici cretacee a fost efectuată de Borysenko în 2017, ceea ce a dus la destrămarea Armaniidae, cele trei genuri  Armania, Orapia, și Pseudarmania, fiind mutate în Sphecomyrminae.  Genurile Archaeopone și Poneropterus] au fost considerate ca fiind „incertae sedis” din Formicidae, iar genurile Dolichomyrma și Khetania au fost eliminate din familie în întregime ca incertae sedis în Aculeata.

## Genuri și specii
- Archaeopone Dlussky, 1975
  - Archaeopone kzylzharica Dlussky, 1975
  - Archaeopone taylori Dlussky, 1983
- Armania Dlussky, 1983  (jr synonym = "Armaniella" Dlussky, 1983)
  - Armania capitata Dlussky, 1983
  - Armania curiosa (Dlussky, 1983)
  - Armania pristina Dlussky, 1983
  - Armania robusta Dlussky, 1983
- Dolichomyrma Dlussky, 1975
  - Dolichomyrma latipes Dlussky, 1975
  - Dolichomyrma longiceps Dlussky, 1975
- Khetania Dlussky, 1999
  - Khetania mandibulata Dlussky, 1999
- Orapia Dlussky, Brothers & Rasnitsyn, 2004
  - Orapia minor Dlussky, Brothers & Rasnitsyn, 2004
  - Orapia rayneri Dlussky, Brothers & Rasnitsyn, 2004
- Poneropterus Dlussky, 1983
  - Poneropterus sphecoides Dlussky, 1983
- Pseudarmania Dlussky, 1983
  - Pseudarmania aberrans Dlussky, 1983
  - Pseudarmania rasnitsyni Dlussky, 1983